# Akira Tago
Akira Tago (jap. 多湖 輝, Tago Akira; * 1926 auf Sumatra, Niederländisch-Indien; † 6. März 2016 in Tokio, Japan) war ein japanischer Psychologe und Autor. Er war Professor an der Universität Chiba und wurde bekannt durch die Rätselbuch-Reihe Atama no Taisō sowie seinen Einfluss auf die später dadurch inspirierte Puzzle-Videospielreihe Professor Layton.

## Leben
Tago wurde 1926 auf der indonesischen Insel Sumatra geboren. Er studierte an einer Graduate School der Universität Tokio und wurde 1973 nach einer Zeit als Assistenz-Professor Professor an der Universität Chiba. 1966 veröffentlichte er das erste Buch seiner Rätselbuch-Reihe Atama no Taisō (頭の体操, „Kopfübungen“), das sich insgesamt mehr als 2,65 Millionen Mal verkaufte. Bis zum Jahr 2001 erschienen insgesamt 23 Teile der Buchreihe mit einer Gesamtverkaufszahl von mehr als 12 Millionen Exemplaren. Darüber hinaus verfasste Tago auch verschiedene andere Bücher, vor allem im Bereich der Psychologie.
Videospieldesigner Akihiro Hino wurde durch Tagos Bücher, die er als Kind las, zu der Puzzle-Spielereihe Professor Layton inspiriert, deren Teile über 13 Millionen Mal verkauft wurden. Außerdem veröffentlichte Nintendo vier Nintendo-DS-Spiele, die direkt auf der Buchreihe basieren.
Er war außerdem Vorsitzender der Japan Creativity Society und Präsident der Zukunftsuniversität Tokio.
Akira Tago starb im März 2016 im Alter von 90 Jahren an einer Lungenentzündung.
Am 23. März 2016 wurde ein 1994 entdeckter Asteroid nach ihm benannt: (16671) Tago.